# Antonio Molina (Oberst)
Antonio Molina oder Anton von Molina (* um 1585 in Buseno; † nach 29. Dezember 1650 in Maienfeld) war ein Schweizer Politiker, Militär und Autor.

## Leben
Antonio Molina war Sohn des Orazio, Landammann von Calanca und Podestà von Traona, und Bruder von Gaspare. Molina studierte 1609 an der Universität Paris und heiratete im Jahr 1616 Violanta von Salis, Tochter des Vespasian, Herrn zu Burg Neu-Aspermont und 1581 Vikar im Veltlin. Er erwarb durch die Heirat das Schloss Salenegg bei Maienfeld. Er erweiterte das Gebäude nach Süden und erbaute den Gartensaal im Erdgeschoss, dessen Decke ein Gemälde mit den Wappen von vierzig Bündner Geschlechtern ziert. Er wurde 1618 vom Strafgericht in Thusis zusammen mit Pompejus von Planta, Luzius de Mont, Giovanni Antonio Gioiero unter anderem des Landes verwiesen, weil er sich gegen die Erneuerung des Bündnisses der Drei Bünde mit Venedig einsetzte.
Dann war er Oberst im Dienst Frankreichs und Oberbürgermeister in Traona von 1613 bis 1615. Im Jahr 1622 war er an der Ausarbeitung des Vertrags von Lindau beteiligt. Von den Drei Bünden wurde er nach Paris geschickt, um Kardinal Richelieu zu überzeugen, den Vertrag von Monzon zu ändern (1627). 1628 wurde er vom französischen König Ludwig XIII. zum Ritter geschlagen. Von 1630 bis 1631 und von 1641 bis 1643 war er Landvogt der Herrschaft Maienfeld. Als 1635 der vom französischen König entsandte Herzog von Rohan mit den Bündnern die Eroberung des Veltlins in Angriff nahm, wurde Molina im Rang eines Obersts Kommandant des Regiments der Lega Grigia.

## Werke
- La Valteline, ou Mémoires, discours traités, et Actes des négociations sur le sujet des troubles et guerres survenues en la Valteline et au pays des Grisons, Recueil très utile et nécessaire en ce temps à tous bons patriotes. Genf 1631.